# Мандарины (фильм)
«Мандарины» (эст. Mandariinid) — художественный фильм грузинского режиссёра Зазы Урушадзе, вышедший на экраны в 2013 году. В 2014 году награждён премией «За лучшую режиссуру» 29-го Варшавского кинофестиваля, в 2015 году фильм был номинирован на премии «Оскар» и «Золотой глобус» в категории «Лучший фильм на иностранном языке». Премьера фильма состоялась 31 октября 2013 года (в Эстонии 1 ноября).

## Сюжет

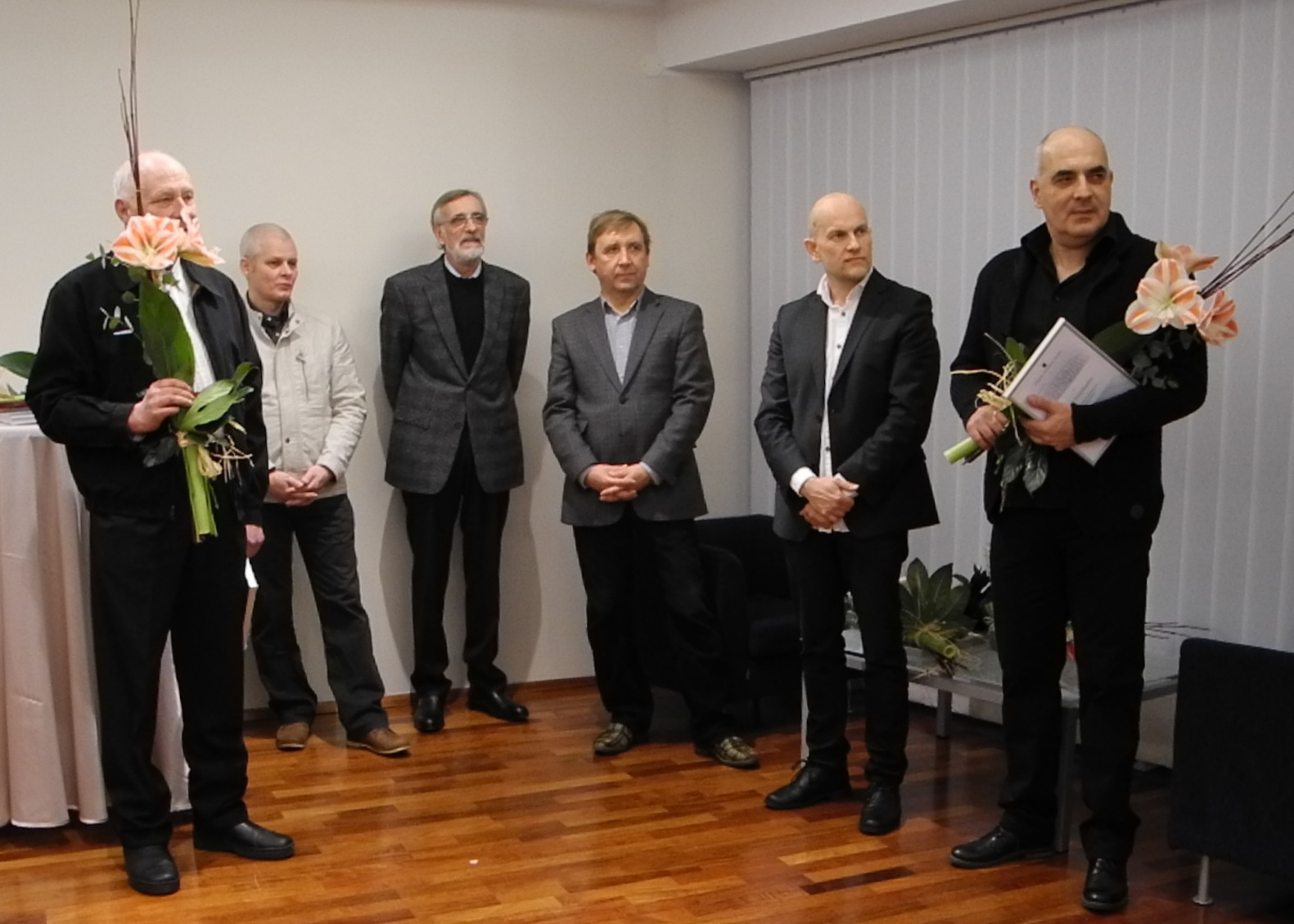
Съёмочная группа фильма в МИД Эстонии

1992 год, Абхазия. Село эстонских переселенцев, расположенное между горами и морем, опустело — война вынудила эстонцев вернуться на свою историческую родину. В деревне осталось лишь три жителя: Иво, его сосед, владелец плантации мандаринов Маргус и местный доктор Юхан. Маргус хочет уехать лишь после того, как соберёт урожай мандаринов со своего сада. Война доходит до села. Происходит боевое столкновение между тремя грузинскими разведчиками и двумя чеченскими добровольцами. После боя Иво и Маргус обнаруживают раненого чеченского бойца по имени Ахмед. А во время захоронения погибших выясняется, что жив ещё один участник боя. Тяжелораненого грузина по документам зовут Ника. Сердобольный Иво размещает обоих пострадавших бойцов у себя в доме. Так под одной крышей оказываются представители противоборствующих сторон.
Грузин совсем плох: он без сознания и бредит. Перед отъездом его осматривает Юхан и сообщает, что тот вполне ещё может выжить. Ахмед, чья рана не столь тяжела, постоянно порывается добить Нику, но Иво сначала запирает комнату грузина, а после берёт с чеченца обещание, что в его доме никто никого убивать не будет. Нехотя, чеченец даёт обещание. Жизнь течёт своим чередом. Грузин понемногу приходит в себя и начинает выходить из комнаты. За обеденным столом между враждующими происходит ссора, в результате которой Ника выплёскивает на Ахмеда чай. Ссора прерывается в связи с приездом к Иво вооруженного отряда абхазов. Пытаясь спасти грузина от неминуемой расправы, Иво убеждает Ахмеда представить Нику в качестве своего погибшего друга-чеченца Ибрагима. При этом безрассудно рвущийся в бой Ника должен молчать как потерявший речь в результате ранения. За укрывательство врага может пострадать сам Иво, и спасённые им парни благородно соглашаются на инсценировку. Командир абхазского отряда Аслан благодарит Ахмеда и лже-Ибрагима за доблестное сражение и помощь. Так неожиданно для себя Ахмед становится спасителем Ники, и у него пропадает желание убить своего врага.
Поскольку обещанные русским майором бойцы для уборки урожая так и не явились, Иво и Маргус договариваются с Асланом о помощи в обмен на несколько ящиков мандаринов. Вечером дислоцирующийся неподалёку отряд Аслана начинают обстреливать из артиллерии, один из снарядов попадает в дом Маргуса. Маргус остаётся жив, так как находится в этот момент у Иво, но его дом сгорает дотла.
Утром Ника рассказывает Иво о себе. До войны он был актёром в театре, несколько раз снимался в кино. На войну пошёл, «потому что надо Родину защищать». Иво говорит, что после войны приедет в Тбилиси посмотреть, как Ника играет в театре. В это время к дому подъезжает русскоговорящий патруль (принадлежность к российской армии не показана, но подразумевается), состоящий из капитана и нескольких солдат, и застаёт Ахмеда с Маргусом за колкой дров. Капитан принимает Ахмеда за грузина и не верит в то, что он чеченец. Иво выходит и пытается образумить капитана, объяснив ему, что Ахмед союзник — чеченец, а не грузин, но капитан не хочет его слушать и приказывает расстрелять Ахмеда на месте. В этот момент Ника из окна открывает огонь по патрулю. Патруль ответным огнём убивает не успевшего спрятаться Маргуса. После уничтожения патруля Ника неосторожно выходит из дома и его убивает из пистолета раненый капитан, которого затем добивает Ахмед.
Иво и Ахмед хоронят Маргуса в его мандариновом саду, а Нику — на утёсе рядом с могилой сына Иво. Иво рассказывает, что его сын ушёл «защищать Родину», как только началась война, и почти сразу был убит. Ахмед удивляется, почему он хоронит грузина рядом с сыном, которого убили грузины. Иво его спрашивает: «А какое это имеет значение?» Ахмед понимает, что никакого, прощается с Иво, садится в машину, вставляет в магнитолу кассету, которую носил с собой Ника, и уезжает под грузинскую песню «Бумажный кораблик» в исполнении Ираклия Чарквиани.

## Производство

### В ролях
- Иво — Лембит Ульфсак
- Маргус — Эльмо Нюганен
- Ахмед — Георгий Накашидзе
- Ника — Михаил Месхи
- Юхан — Райво Трасс
- Русский солдат — Ден Джохадзе
- Аслан — Зура Бегалишвили
- Ибрагим — Каха Аревадзе
- Мари — Энн-Хелен Садоя (в фильме присутствует только фото)[6]

## Оценки фильма
Моя картина не должна восприниматься как политический манифест, произведение, утонувшее в повседневных распрях между государствами. Это, прежде всего, история о людях, которые оказались в ситуации, превышающей их возможности, что приводит к тому, что они теряют свою человечность. В своем фильме я бегу от политики, я хочу показать, прежде всего, значение той ценности, о которой в конфликтных ситуациях забывают. Ценности человечности… Именно об этом фильм — о человечности. О том, что мы очень легко способны забывать, отрекаться от самих себя, даем собой манипулировать, что на самом деле не имеет большого значения. Мы забываем о том, что все мы люди. Возможно, другого происхождения, из другого государства, другой веры, но всегда — люди. Это главное послание моего фильма — чтобы мы помнили, что самое главное — оставаться человеком.— Заза Урушадзе
Фильм был хорошо воспринят многими критиками, на Варшавском кинофестивале кроме награды за режиссуру он также был удостоен приза зрительских симпатий. В 2015 году картина была номинирована на «Оскар» и «Золотой глобус», но наград не получила. Фильм также отмечали за его антивоенный подтекст.
Некоторыми грузинскими изданиями фильм был воспринят негативно, так как не заявлял о безусловной правоте грузинской стороны в грузино-абхазском конфликте. Приводились также утверждения, что якобы ни один эстонец не участвовал в войне, тем более, на стороне Абхазии, посему весь фильм — вымысел без намёка на правду. Не обошли критики и чеченского наёмника. По их мнению, никто из чеченцев не воевал в Абхазии за деньги, всех их привела туда идея создания КГНК, в которой они позднее разочаровались.

## Технические данные
Фильм является совместным продуктом киностудий Allfilm (Эстония) и Georgian film (Грузия). Длительность: 87 мин. В оригинале фильм выпущен на двух языках: эстонском и русском, для реплик на эстонском языке в фильме присутствуют русские субтитры, для реплик же на русском (около 70 %) — эстонские.

## Награды и номинации
| Награды и номинации | Награды и номинации                               | Награды и номинации                        | Награды и номинации | Награды и номинации | Награды и номинации |
| Год                 | Премия                                            | Категория                                  | Результат           | Комм.               |                     |
| ------------------- | ------------------------------------------------- | ------------------------------------------ | ------------------- | ------------------- | ------------------- |
| 2015                | «Оскар»                                           | «Лучший фильм на иностранном языке»        | Номинация           | [ 11 ]              |                     |
| 2015                | «Золотой глобус»                                  | «Лучший фильм на иностранном языке»        | Номинация           | [ 12 ]              |                     |
| 2014                | Международный кинофестиваль в Бари                | «Премия международного конкурса»           | Победа              | [ 13 ]              |                     |
| 2016                | Премия Гауди                                      | «Лучший европейский фильм»                 | Победа              | [ 14 ]              |                     |
| 2014                | Иерусалимский международный кинофестиваль         | «Дух свободы» - почётное упоминание        | Победа              | [ 15 ]              |                     |
| 2014                | Иерусалимский международный кинофестиваль         | «Дух свободы»                              | Номинация           | [ 15 ]              |                     |
| 2013                | Международный кинофестиваль Мангейм - Хайдельберг | «Приз зрительских симпатий»                | Победа              | [ 16 ]              |                     |
| 2013                | Международный кинофестиваль Мангейм - Хайдельберг | «Рекомендации владельцев кинотеатров»      | Победа              | [ 16 ]              |                     |
| 2013                | Международный кинофестиваль Мангейм - Хайдельберг | «Специальный приз Мангейма - Хайдельберга» | Победа              | [ 16 ]              |                     |
| 2014                | Международный кинофестиваль Палм-Спрингс          | «Приз зрительских симпатий»                | Номинация           | [ 17 ]              |                     |
| 2015                | Международный кинофестиваль Палм-Спрингс          | «Приз зрительских симпатий»                | Номинация           | [ 18 ]              |                     |
| 2014                | Премия «Спутник»                                  | «Лучший фильм на иностранном языке»        | Победа              | [ 19 ]              |                     |
| 2014                | Международный кинофестиваль в Сиэтле              | «Золотая игла»                             | Номинация           | [ 20 ]              |                     |
| 2013                | Таллинский кинофестиваль «Тёмные ночи»            | «Лучший эстонский фильм»                   | Победа              | [ 21 ]              |                     |
| 2013                | Таллинский кинофестиваль «Тёмные ночи»            | «Премия международного киноклуба»          | Победа              | [ 21 ]              |                     |
| 2013                | Таллинский кинофестиваль «Тёмные ночи»            | «Гран-при»                                 | Номинация           | [ 21 ]              |                     |
| 2014                | Кинофестиваль Траверс-Сити                        | «Приз зрительских симпатий»                | Победа              | [ 22 ]              |                     |
| 2013                | Варшавский кинофестиваль                          | «Приз зрительских симпатий»                | Победа              | [ 23 ]              |                     |
| 2013                | Варшавский кинофестиваль                          | «Лучший режиссёр»                          | Победа              | [ 23 ]              |                     |
| 2013                | Варшавский кинофестиваль                          | «Гран-при»                                 | Номинация           | [ 23 ]              |                     |